# Línea 672 (Interurbanos Madrid)
La línea 672 de la red de autobuses interurbanos de Madrid une el intercambiador de Moncloa (Madrid) con Cerceda por Mataelpino.

## Características
Esta línea une la capital con Cerceda, atravesando Collado Villalba y Moralzarzal. A diferencia de la línea 672A, tiene parada en Mataelpino.
Circula por el carril Bus-VAO de la A-6 mientras esté abierto.
Siguiendo la numeración de líneas del CRTM, las líneas que circulan por el corredor 6 son aquellas que dan servicio a los municipios situados en torno a la A-6 y comienzan con un 6. Aquellas numeradas dentro de la decena 670 corresponden a aquellas que circulan por Moralzarzal.
La línea mantiene los mismos horarios todo el año (exceptuando las vísperas de festivo y festivos de Navidad).
Está operada por la empresa Francisco Larrea mediante la concesión administrativa VCM-606 - Madrid – Moralzarzal – El Boalo (Viajeros Comunidad de Madrid) del Consorcio Regional de Transportes de Madrid.

## Horarios
| Lunes a viernes laborables | Lunes a viernes laborables | Sábados laborables | Sábados laborables | Domingos y festivos | Domingos y festivos |
| Madrid > Cerceda           | Cerceda > Madrid           | Madrid > Cerceda   | Cerceda > Madrid   | Madrid > Cerceda    | Cerceda > Madrid    |
| 07:00                      | 06:10                      | 08:00              | 06:05              | 09:00               | 07:30               |
| 08:00                      | 06:45                      | 09:00              | 07:00              | 10:00               | 09:35               |
| 09:00                      | 07:00                      | 10:30              | 08:00              | 11:30               | 11:00               |
| 10:20                      | 07:30                      | 11:30              | 09:05              | 13:00               | 12:30               |
| 11:20                      | 08:05                      | 13:00              | 09:35              | 14:00               | 14:30               |
| 13:10                      | 08:45                      | 14:30              | 10:05              | 16:00               | 16:30               |
| 13:50                      | 09:25                      | 15:30              | 11:35              | 18:00               | 18:00               |
| 14:40                      | 10:15                      | 17:00              | 13:05              | 19:30               | 19:00               |
| 15:02                      | 11:35                      | 18:00              | 14:05              | 21:00               | 20:30               |
| 15:40                      | 13:35                      | 19:30              | 16:35              | 22:00               | 21:30               |
| 16:00                      | 14:20                      | 21:00              | 18:05              |                     |                     |
| 17:00                      | 15:15                      | 22:30              | 19:05              |                     |                     |
| 18:00                      | 16:15                      |                    | 20:35              |                     |                     |
| 19:00                      | 17:45                      |                    |                    |                     |                     |
| 19:42                      | 19:05                      |                    |                    |                     |                     |
| 21:00                      | 20:15                      |                    |                    |                     |                     |
| 22:30                      | 21:35                      |                    |                    |                     |                     |

## Recorrido y paradas

### Sentido Cerceda
| Código | Parada                                   | Común con                                        | Conexión con Metro | Municipio        | Zona |
| ------ | ---------------------------------------- | ------------------------------------------------ | ------------------ | ---------------- | ---- |
| 17480  | Intercambiador de Moncloa (Dársena 25)   | 672A 673                                         | Moncloa            | Madrid           |      |
| 06516  | Av. Juan Carlos I - Zoco                 | 660 664 671 672A 673 681 682 683 684 685 688 691 |                    | Collado Villalba |      |
| 06523  | Ctra. Moralzarzal - Piedrahita           | 671 672A 720 1 4                                 |                    | Collado Villalba |      |
| 06370  | Ctra. Moralzarzal - El Roble             | 671 672A 720 876 1 4                             |                    | Collado Villalba |      |
| 06524  | Libertad - Villa Carlota                 | 671 672A 876 1 4 6                               |                    | Collado Villalba |      |
| 12560  | Doctor José María Poveda - El Raso       | 671 672A 876 1 4 6                               |                    | Collado Villalba |      |
| 06373  | Doctor José María Poveda - Urb. La Cerca | 671 672A 876 1 4 6                               |                    | Collado Villalba |      |
| 19346  | Prado Manzano - Urb. Peñanevada I        | 671 672A 876                                     |                    | Collado Villalba |      |
| 09310  | Ctra. M-608 - Los Linarejos              | 670 671 672A 720 876                             |                    | Collado Villalba |      |
| 10234  | Ctra. M-608 - Los Chopos                 | 670 671 672A 720 876                             |                    | Moralzarzal      |      |
| 10235  | Ctra. M-608 - Redondillo                 | 670 671 672A 720 876                             |                    | Moralzarzal      |      |
| 12512  | Estación de Autobuses de Moralzarzal     | 670 671 672A 876                                 |                    | Moralzarzal      |      |
| 10236  | Antón - Urb. Herradura                   | 876                                              |                    | Moralzarzal      |      |
| 18082  | Ctra. Mataelpino - Colegio               | 876                                              |                    | Moralzarzal      |      |
| 10237  | Ctra. M-615 - Urb. Retamar               | 876                                              |                    | Moralzarzal      |      |
| 10238  | Ctra. M-615 - Río Berrocal               | 876                                              |                    | Moralzarzal      |      |
| 15953  | Ctra. Mataelpino - Pol. Ind. Capellanía  | 876                                              |                    | Moralzarzal      |      |
| 06799  | Ctra. M-615 - Ctra. M-607                |                                                  |                    | El Boalo         |      |
| 10239  | Ctra. M-615 - Urb. Berrocal IV           |                                                  |                    | El Boalo         |      |
| 10241  | Av. Linares - Colonia La Maliciosa       |                                                  |                    | El Boalo         |      |
| 15435  | Mataelpino - Av. de los Linares          |                                                  |                    | El Boalo         |      |
| 10243  | Ctra. M-617 - Urb. Ponderosa             |                                                  |                    | El Boalo         |      |
| 09833  | Ctra. M-617 - Urb. El Ejido              |                                                  |                    | El Boalo         |      |
| 10244  | San Sebastián - Ayuntamiento             |                                                  |                    | El Boalo         |      |
| 15521  | Ctra. M-617 - Urb. La Dehesa             |                                                  |                    | El Boalo         |      |
| 10276  | Ctra. M-617 - Urb. El Rebollar           |                                                  |                    | El Boalo         |      |
| 10277  | Ctra. M-608 - Urb. San Muriel            | 720                                              |                    | El Boalo         |      |
| 10278  | Ctra. M-608 - Urb. Montes Claros         | 720                                              |                    | El Boalo         |      |
| 18965  | Cerceda - Pajar Maderero                 | 672A 720 724 876                                 |                    | El Boalo         |      |
| 15554  | Cerceda - El Soto                        | 672A 720 724 876                                 |                    | El Boalo         |      |

### Sentido Madrid
NOTA: Las expediciones que circulan por el carril BUS-VAO de la A-6 no realizan las paradas sombreadas en azul.
| Código                                                                                         | Parada                                   | Común con                                        | Conexión con Metro | Municipio        | Zona |
| ---------------------------------------------------------------------------------------------- | ---------------------------------------- | ------------------------------------------------ | ------------------ | ---------------- | ---- |
| 18965                                                                                          | Cerceda - Pajar Maderero                 | 672A 720 724 876                                 |                    | El Boalo         |      |
| 15554                                                                                          | Cerceda - El Soto                        | 672A 720 724 876                                 |                    | El Boalo         |      |
| 10279                                                                                          | Ctra. M-608 - Urb. Montes Claros         | 720 724                                          |                    | El Boalo         |      |
| 10280                                                                                          | Ctra. M-608 - Urb. San Muriel            | 720 724                                          |                    | El Boalo         |      |
| 10281                                                                                          | Ctra. M-617 - Urb. El Rebollar           | 724                                              |                    | El Boalo         |      |
| 15520                                                                                          | Ctra. M-617 - Urb. La Dehesa             | 724                                              |                    | El Boalo         |      |
| 18527                                                                                          | Ctra. M-617 - Punto de Información       | 724                                              |                    | El Boalo         |      |
| 09105                                                                                          | San Sebastián - Ayuntamiento             | 724                                              |                    | El Boalo         |      |
| 07025                                                                                          | Ctra. M-617 - Urb. El Ejido              | 724                                              |                    | El Boalo         |      |
| 10242                                                                                          | Ctra. M-617 - Urb. Ponderosa             | 724                                              |                    | El Boalo         |      |
| 17325                                                                                          | Mataelpino - Av. de los Linares          | 724                                              |                    | El Boalo         |      |
| 07019                                                                                          | Av. Linares - Colonia La Maliciosa       | 724                                              |                    | El Boalo         |      |
| 10240                                                                                          | Ctra. M-615 - Urb. Berrocal IV           | 724                                              |                    | El Boalo         |      |
| 06793                                                                                          | Ctra. M-615 - El Gamonal                 | 724                                              |                    | El Boalo         |      |
| 15954                                                                                          | Ctra. Mataelpino - Pol. Ind. Capellanía  | 876                                              |                    | Moralzarzal      |      |
| 09305                                                                                          | Ctra. M-615 - Río Berrocal               | 876                                              |                    | Moralzarzal      |      |
| 09304                                                                                          | Crta. M-615 - Urb. El Retamar            | 876                                              |                    | Moralzarzal      |      |
| 18081                                                                                          | Crta. M-615 - Colegio                    | 876                                              |                    | Moralzarzal      |      |
| 09306                                                                                          | Crta. Mataelpino - Urb. Herradura        | 876                                              |                    | Moralzarzal      |      |
| 12512                                                                                          | Estación de Autobuses de Moralzarzal     | 670 671 672A 876                                 |                    | Moralzarzal      |      |
| 09308                                                                                          | Ctra. M-608 - Redondillo                 | 670 671 672A 720 876                             |                    | Moralzarzal      |      |
| 09309                                                                                          | Ctra. M-608 - Los Chopos                 | 670 671 672A 720 876                             |                    | Moralzarzal      |      |
| 10230                                                                                          | Ctra. M-608 - Los Linarejos              | 670 671 672A 720 876                             |                    | Collado Villalba |      |
| Las expediciones que atraviesan el pueblo de Collado Villalba realizan las siguientes paradas: |                                          |                                                  |                    |                  |      |
| 19345                                                                                          | Prado Manzano - Urb. Peñanevada II       | 671 672A 876                                     |                    | Collado Villalba |      |
| 06398                                                                                          | Doctor José María Poveda - Urb. La Cerca | 671 672A 876 4                                   |                    | Collado Villalba |      |
| 06372                                                                                          | Doctor José María Poveda - El Raso       | 671 672A 876 4                                   |                    | Collado Villalba |      |
| 06371                                                                                          | Libertad - Villa Carlota                 | 671 672A 876 4                                   |                    | Collado Villalba |      |
| La expedición que NO atraviesa el pueblo de Collado Villalba realiza la siguiente parada:      |                                          |                                                  |                    |                  |      |
| 06380                                                                                          | Ctra. Moralzarzal - Col. Virgen Enebros  | 671 672A 720 1 2 3 4 6                           |                    | Collado Villalba |      |
| Paradas del itinerario común                                                                   |                                          |                                                  |                    |                  |      |
| 06381                                                                                          | Ctra. Moralzarzal - El Roble             | 671 672A 720 876 1 2 3 4 6                       |                    | Collado Villalba |      |
| 06516                                                                                          | Av. Juan Carlos I - Zoco                 | 660 664 671 672A 673 681 682 683 684 685 688 691 |                    | Collado Villalba |      |
| 23                                                                                             | Estadística - Geografía e Historia       | Autobuses interurbanos del Corredor 6            |                    | Madrid           |      |
| 1333                                                                                           | Escuela Agronómica                       | Autobuses interurbanos del Corredor 6            |                    | Madrid           |      |
| 17480                                                                                          | Intercambiador de Moncloa (Dársena 25)   | 672A 673                                         | Moncloa            | Madrid           |      |